# Distretto di Balta
Il distretto di Balta (in ucraino Балтський район?, Balts'kyj rajon) era un distretto dell'Ucraina situato nell'oblast' di Odessa; aveva per capoluogo Balta. La popolazione era di 41.987 persone (stima del 2015). Il distretto fu costituito il 7 marzo 1923 ed è stato soppresso in seguito alla riforma amministrativa del 2020.